# Понизовский, Владимир Миронович
Владимир Миронович Понизовский (1928—1982) — советский писатель и журналист. В годы Великой Отечественной войны был сыном полка.

## Биография
Родился 23 сентября 1928 года в Ростове-на-Дону, в семье врачей — доктора медицинских наук, профессора Мирона Семёновича Понизовского, заведующего кафедрой гигиены труда Ростовского медицинского института (1932—1937), и Анны Израилевны Понизовской (1901—?), кандидата медицинских наук, ассистента кафедры нервных болезней Ростовского медицинского института. Родители были арестованы в 1937 году (отец — расстрелян в 1938 году, мать осуждена на 10 лет ИТЛ как член семьи изменника Родины). Когда началась Великая Отечественная война Владимиру было тринадцать лет и он был эвакуирован с сестрой Брониславой (1922) в Томск. В четырнадцать лет он стал сыном полка, был воспитанником одной из воинских частей, связным, доставлял срочные пакеты на пункты сбора донесений. Свой боевой путь прошёл с советскими войсками от Курской дуги до немецкого города Дрездена, закончил войну старшим лейтенантом. Его сестра была также призвана на фронт, капитан медицинской службы.
После окончания Великой Отечественной войны Понизовский поступил в Московский государственный университет на факультет журналистики, который окончил с отличием. Начал свой трудовой путь корреспондентом в газете «Советская Кара-Калпакия», был обозревателем Госкомитета по радиовещанию и телевидению. Затем Владимир Миронович последние десять лет работал специальным корреспондентом и был заведующим отделом газеты «Комсомольская правда». Выезжал не один раз за границу, также совершал поездки по своей стране.
Скончался Владимир Миронович 24 ноября 1982 года. Похоронен на Ваганьковском кладбище.

## Творчество
Литературную деятельность начал со сборника очерков о Кубе «Алая жемчужина Антил», это была его первая книга, которая была издана в 1964 году. Владимир Миронович Понизовский является автором документальных повестей «Рихард Зорге» (в соавторстве с С. Голяковым) и «Шаг в темноту» (с В. Кудрявцевым), также он написал и другие повести: «Посты сменяются на рассвете», «Улица царя Самуила, 35» и «Время «Ч», которые вышли в издательстве «Молодая гвардия». Автор сборников очерков «Имя на крыльях» и «Солдатское поле» и другие. Произведения Владимира Мироновича были переведены во многих зарубежных странах: в Болгарии, Чехословакии, Польше, Румынии, Югославии, Италии и Франции.